# Lake Grove
Lake Grove é uma vila localizada no Condado de Suffolk, na cidade de Nova Iorque, estado de Nova Iorque, nos Estados Unidos. Ela é situada em Brookhaven, Nova Iorque.

## Prefeitos
- 1968–1981: Alex Pisciotta (1898–1985)[2]
- 1981–1995: Lillian Griffin (1939–2004)[3]
- 1995–2001: Robert J. Henke
- 2001–2006: Scott D. Middleton[4]
- 2006 – presente: Robert J. Scottaline[5]

## Personalidades
- Arthur Holmes Howell (3 de maio de 1872 – 10 de julho de 1940) foi presidente da American Society of Mammalogists, e professor de Luther Goldman[6]
- Alycia Lane, jornalista de televisão